# 希萌創意
希萌創意行銷股份有限公司（シーモンそういこうしょうこぶんゆうげんこうし）、略称希萌創意（英語: Simon Creative）は、台湾のキャラクターデザイン、マーケティングと版権管理を行う企業。
社名は創業者である楊家宇の英語名Simonが由来。
楊自身は社内で董事かつクリエイティブディレクターの役割を担っている。コンテンツの大半は台湾国内で展開されているが、日本企業とのコラボレーションで日本国内に展開しているものもあり、一部は日本語でのSNS発信を行っている。

## 創業者としてのSimon
出身地の台北で大安高工汽車科（自動車科）を卒業後、南部の国立屏東科技大学に進学。
在学中にイラストレーター仲間と学内同人サークルの「台湾屏科大温羿漫研社」を創設、その代表に選ばれた。台湾の多くの青年同様、日本のサブカルチャーに影響を受けているが、本人曰くイラストは描けず専ら外注している。
大学2年時に台湾マイクロソフトのキャラクター藍澤光が登場、「ついに台湾本土にもバーチャルアイドルが登場した」と話題になったが、楊はバーチャルアイドルについて「完全な美貌を備え、老化や変貌のリスクがなく、ゴシップもない。キャラクターをコントロール可能で低コストだ。日本から実物のアイドルを呼べば45万元かかるが、同額があればマスコットを2種類できる」と分析していた。
屏東県を中心に台湾国内の様々な自治体、公共機関のマスコットキャラクターの立ち上げに参画していた。後述の「高捷少女（進め！高捷少女(たかめ少女)）」の成功を受けて一躍全国区となり、商用化を見据えて2014年12月にサークルのメンバーと共同で法人としての希萌創意を設立後は、クリエイティブディレクターとしてキャラクター設定やイラストレーター選定、提携先組織との折衝など事業全体の統括、版権管理を務めている。2016年6月に楊は大学を卒業したが、サークルは存続している。

## 活動

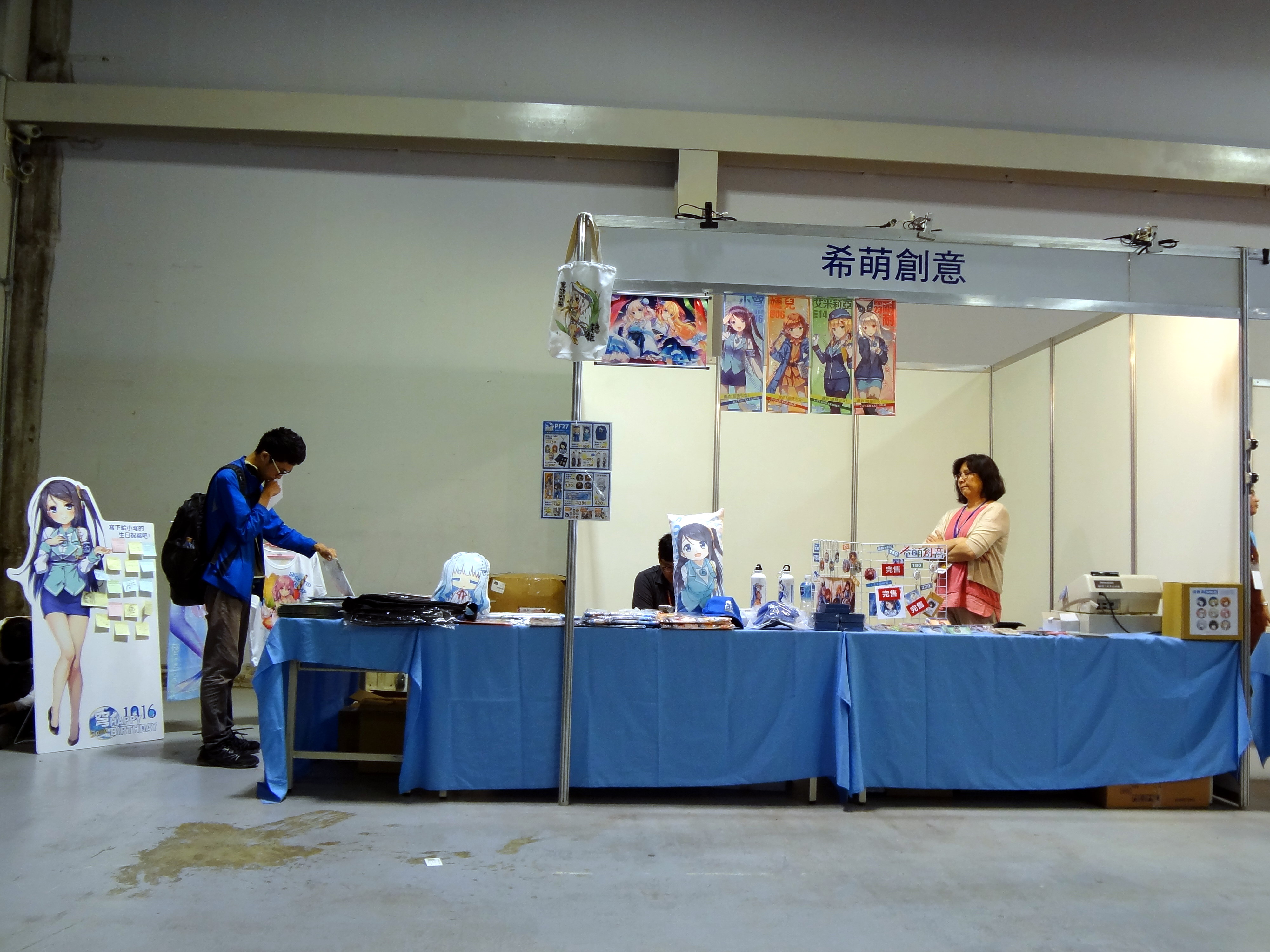
第8回ComicNovaと第5回開拓模型祭での希萌創意ブース（2017年）

自社管理のキャラクター商品をオンライン販売しているほか、台湾での同人即売会「ファンシーフロンティア」での発表、出店も行っている。その活動が国内外に注目され、2015年8月には国立台北大学で「ACG文化對一個學生的影響與改變（学生個人に対するアニメ・漫画・ゲーム文化影響と変化）」と題した講演を行った。2016年4月30日には北海道大学大学院観光学高等研究センターでの第5回 CATS観光創造研究会にて「クリエイターの集積・支援と地方における文化・観光・事業創造～台湾高雄・屏東における事例から～」をテーマに「『進め！高捷（たかめ）少女！』漸進的発展モデル～キャラクターデザイナー、コンテンツプロデューサーの観点から」と題した基調講演を行った。同年末、東京でのコミックマーケット91に参加を果たした。
所属するクリエイターは個々にpixivなどで活動していることが多い。楊の設定したキャラクター設定に従って複数の絵師が起用される。サードパーティーとの合作メディアミックス作品においては、声優、ライトノベル作家、映像・ゲーム制作会社がその設定に沿った作品に仕上げていく。
海外ブース參加
- 2015年3月： コミケットSP6（幕張メッセ・千葉県。GA文庫ブースにグッズ提供のみ）[10]
- 2016年12月： Comic Market 91（東京国際展示場・東京都）[11]
- 2017年4月： 魔都同人祭 Comicup20（上海）[12]
- 2017年9月： Comic Tresure 30（大阪国際見本市会場・大阪市）[13]
- 2017年10月： アニメ・マンガまつり in 埼玉2017（大宮ソニックシティ・さいたま市）[14]
- 2017年11月： C3 AFA Singapore17（シンガポール）[15]
- 2017年12月： Comic Marcket 93（東京国際展示場・東京都）[16]
- 2018年8月： Comic Marcket 94（東京国際展示場・東京都）[17]
- 2018年10月： アニメ・マンガまつり in 埼玉2018（大宮ソニックシティ・さいたま市）[18]
- 2018年12月： Comic Marcket 95（東京国際展示場・東京都）[19]
- 2019年8月： Comic Marcket 96（東京国際展示場・東京都）[20]
- 2019年12月： Comic Marcket 97（東京国際展示場・東京都）[21]

常設ブース
- 安利美特(アニメイト) 台北総店（西門）[22]・台中店[23]。
- 藝豐漫畫便利屋 高雄・台南・嘉義店[24]。
- AKIBA-HOBBY 秋葉原店（2018年1月より）[25]。

### 二次創作に対する姿勢
作品に準公共企業、公共団体とのタイアップが多いため、非個人によるもの、政治利用、宗教利用、その他公序良俗に反するものは禁止している。ただし個人の活動には概ね寛容ではある。

## 参加作品・キャラクター

### 一覧
| 時期                   | プロジェクト名、公式リンク | 主要キャラクター | タイアップ先                                                          |
| ---------------------- | --- | --- | --------------------------------------------------------------------- |
| 屏科大温羿漫研社時代   | | |                                                                       |
| 2013年6月              | 空気少女Air（コンチー シャオニュ Air,繁体字中国語: 空氣少女Air） http://simon.moe/project/?air 空氣少女注意報-妖狐艾兒 (airfoxnews) - Facebook                                                                           | 艾兒（Air） | 行政院環境保護署、 教育部、 科技部、 国立屏東科技大学工学院車輛工程系 |
| 2013年11月             | 迷路小瑪在万金（ミィルーシャオマー ザイワンチン,繁体字中国語: 迷路小瑪在萬金） http://simon.moe/project/?magi 迷路小瑪在萬金 (MAGI.in.Wanchin.Basilica) - Facebook                                                       | 東方の三博士瑪姫（マギ）                                                                                                | 屏東県政府観光伝播処                                                  |
| 2014年4月              | 初夏的東港之桜（チューシャーダ ドンガンチーイン,繁体字中国語: 初夏的東港之櫻） http://simon.moe/project/?shrimp 初夏的東港之櫻 (sergestid.shrimp) - Facebook                                                             | 絢桜（シェンイン） | 屏東県政府建設局観光科 （東港黒鮪魚文化観光祭）                       |
| 2014年11月             | 高捷少女 http://simon.moe/project/?krt 前進吧！高捷少女《進め！高捷（たかめ）少女！》 (K.R.T.GIRLS) - Facebook | 小穹(シャオチョン)、 艾米莉亞(エミリア)、 婕兒(ジェアー)、 耐耐(ナナ)など                                               | 高雄捷運公司（高雄メトロ）                                            |
| Simon Creative社設立後 | | |                                                                       |
| 2015年5月              | 魔法少女iPASS（ムーファシャオニュ アイパス） http://simon.moe/project/?ipass 魔法少女iPASS (maho.shojo.ipass) - Facebook https://www.i-pass.com.tw/IPS/Event/Mgi/                                                        | 小帕（シャオパー）、 小P、艾兒                                                                                          | 一卡通通証公司                                                        |
| 2016年1月              | 高捷少年 前進吧！高捷少年《進め！高捷（たかめ）少年！》 (GO.K.M.BOY) - Facebook | 飛揚（フェイヤン）、 佩希多（パチダール）など                                                                           | 高雄捷運公司（高雄メトロ）                                            |
| 2016年6月              | 東津萌米-穂姫（ドンジンモンミー シュイチー,繁体字中国語: 東津萌米-穗姬） http://simon.moe/project/?rice 東津萌米-穗姬 (rice.simon.moe) - Facebook 東津萌米-穗姬 (@moe_moe_rice) - X（旧Twitter）公式アカウント（日本語） | 秧苗（ヤンミャオ）、 結穂（ジエスイ）、 白米（バイミー）                                                                | 台湾区稲作協会（屏東県）                                              |
| 2018年2月              | 食用系少女（シーヨンシー シャオニュ） http://simon.moe/youcaneatthegirl/ 食用系少女 (Youcaneatthegirl) - Facebook | 小圓（マドカ）、 小光（ヒカリ）、 小滷（ルル）、 龍兒（シャオロン）、 果果（ココ）、 叭噗（パープー（ぱーちゃん））など | 無し                                                                  |

### 空気少女
艾兒はアイドリング・ストップによる大気汚染軽減を啓発すべく大気の妖精を萌え擬人化されたマスコット。
身長142cm、体重0.0000531kgで4月19日生まれ。絵師は鹿目ふみかなど。
メディアミックス
- ライトノベル

1. 空氣少女Air艾兒 全（2017年、ISBN 9789864860791）

- LINEスタンプ

### 迷路小瑪

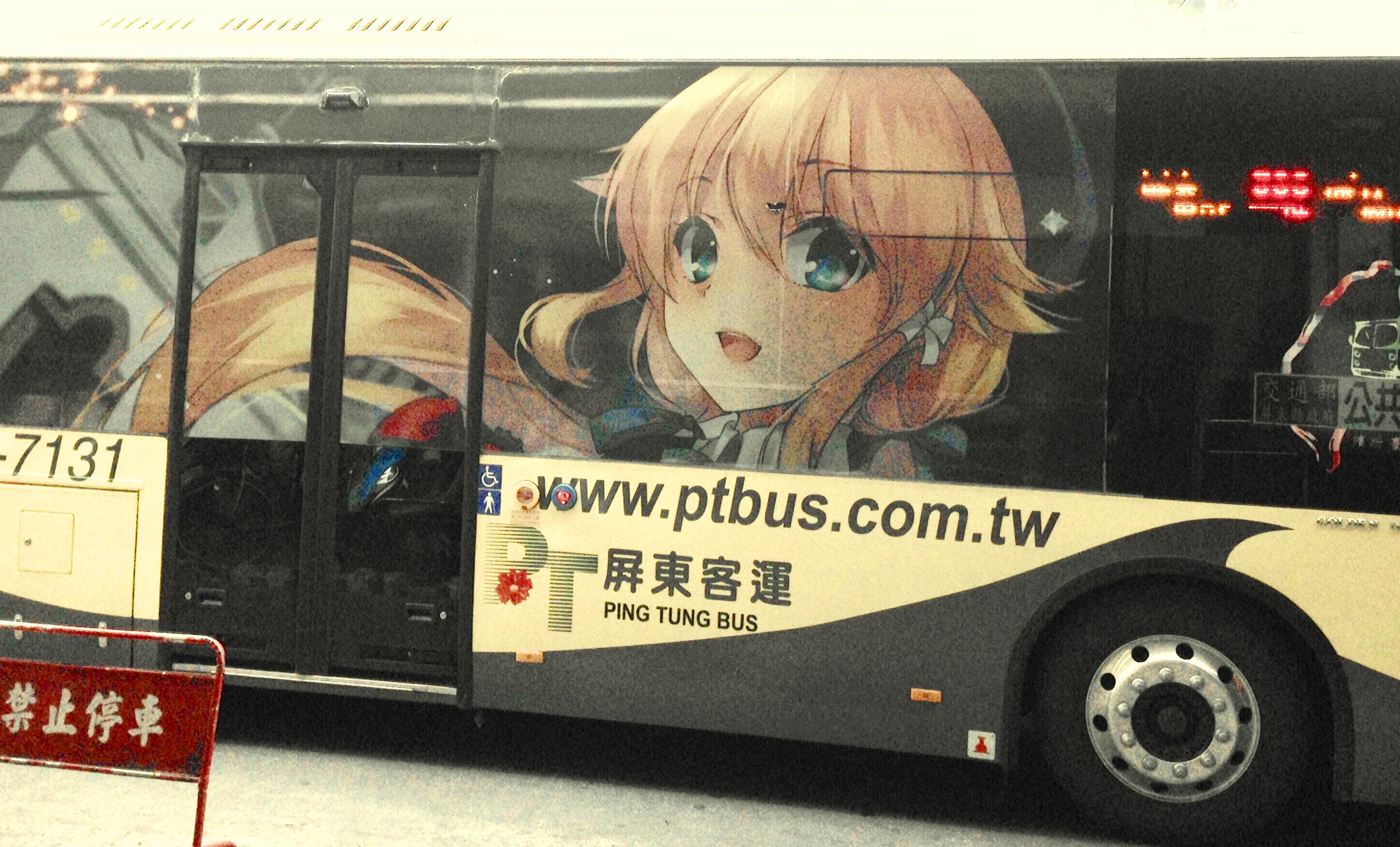
『迷路小瑪』をラッピングした屏東客運の痛バス車両(2015年末)

瑪姫（マギ、小瑪）は万巒郷万金村にある教会万金聖母聖殿のクリスマスイベントのマスコット。身長148cm、体重39kg、12月8日生まれのO型。絵師は初夏など。
メディアミックス
- ライトノベル

1. 「迷路小瑪在萬金1」（2016年、東立出版社、ISBN 978-986-470-719-5）
2. 「迷路小瑪在萬金2」（2017年、ISBN 9789864864843）

- LINEスタンプ

### 初夏的東港之桜
絢桜は東港鎮の黒マグロ漁獲量減少に伴うマグロ祭へのテコ入れとして当地で黒マグロとともに「東港三宝」とされる桜えびを萌え擬人化したマスコット。
身長156cm、体重42kg（エビ本体は3.5cm、10g）、2月21日生まれの魚座で血液型はAB型。絵師は初夏など。
メディアミックス
- ライトノベル「初夏的東港之櫻全」（東立出版社、ISBN 978-986-462-975-6）
- ミニフィギュア（つくり社[30][31]）
- LINEスタンプ

### 高捷少女

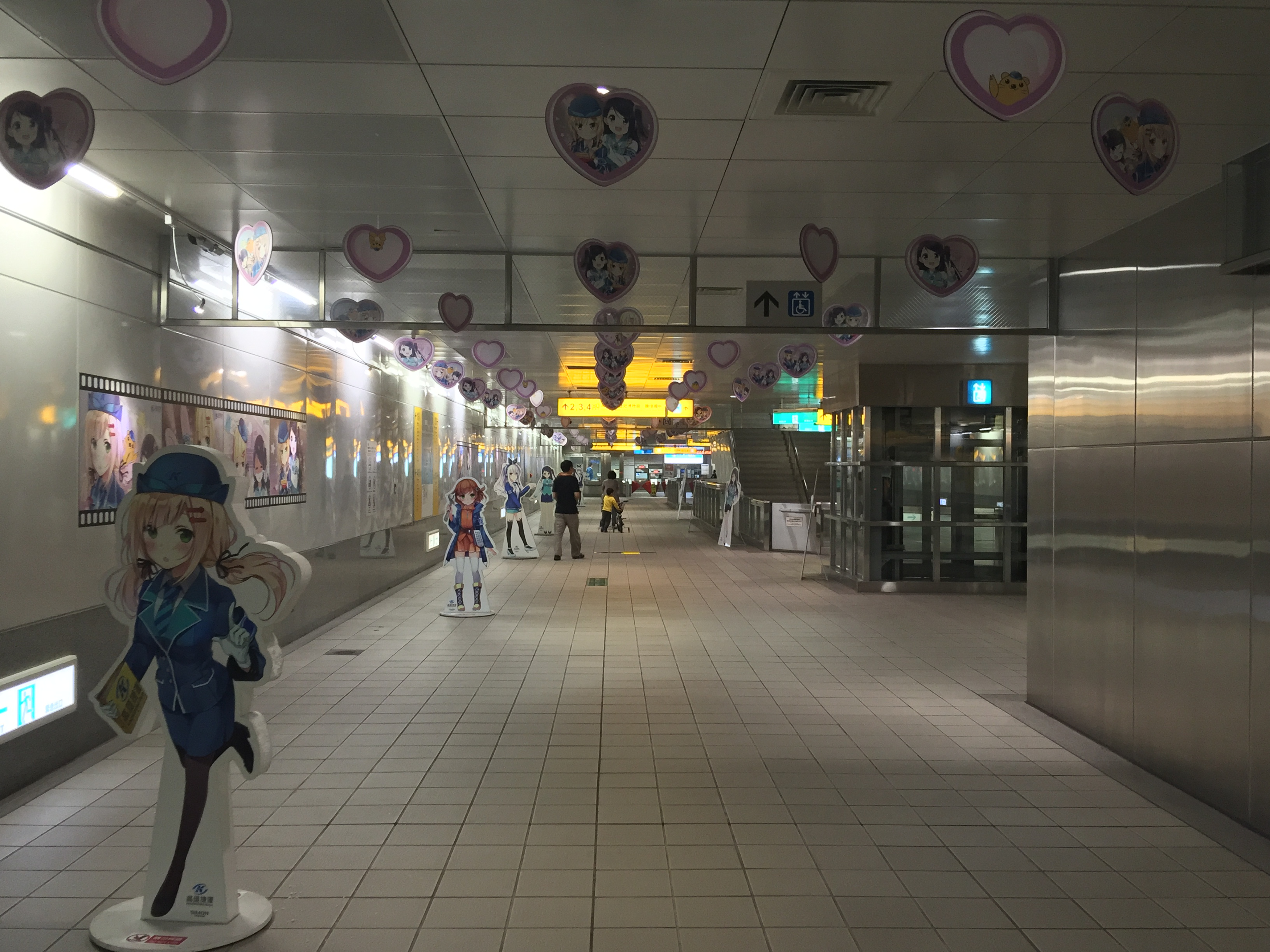
高捷少女のキャラクターパネルが展示された鹽埕埔駅

Simon個人、そしてそのキャラクターへの注目度が全国区ひいては台湾国外にも波及した代表作。高捷少女のブレイクが法人としての希萌創意の設立の契機となり、その後は年間売上が1,000万台湾ドルに達しているほか、高雄捷運自体の乗客増に貢献、沿線開発事業も順調だった高雄捷運公司は2016年決算で開業後初の黒字化を達成した。希萌創意で最もメディアミックス作品が多い。

### 魔法少女iPASS

魔法少女小帕(2015年-)

高雄市を中心とした台湾南部で普及しているIC乗車カード兼電子マネーの「一卡通（イーカートン、iPASS）」を使っての節約策でインフレと闘う魔法少女がコンセプト。
ヒロインキャラクターの小帕（シャオパー）は身長157cm、体重47kg、5月1日生まれのAB型という設定。小帕は青果市場のおばさんのごとく値段に細かい女子高生で、ネコ型の使い魔「小P」と魔法契約を交わしたことからインフレとの戦いに巻き込まれていくというストーリー。魔法少女「艾兒」（身長30cm、体重0.0000531kgで4月19日生まれ）への変身時は「小額決済、電子マネー」を表すオレンジ、「大衆交通（鉄道、捷運、バス、公共自転車）」を表すグリーン、「図書館や政府機関での認証決済」を表すブルーの3つのモードを使い分ける。この3色は一卡通のロゴ、コーポレートカラーとなっている。
絵師は迷子焼き（小帕）、兎姫（小P）、緋華（艾兒）。
メディアミックス
- ライトノベル
  - 「魔法少女iPASS 初願」（尖端出版、ISBN 978-957-106-348-5）
  - 「魔法少女iPASS 真幻」（尖端出版、ISBN 978-957-106-689-9）
- LINEスタンプ

### 東津萌米 穂姫
台湾の従来種「高雄139」と日本の「キヌヒカリ」を掛け合わせた品種改良ブランド米「高雄145」の擬人化キャラクター「穂姫」をパッケージデザインした萌え米プロジェクト。

### 屏東四天王
以下は初夏的東港之桜、迷路小瑪、空気少女のキャラクターが揃って登場する。
漫画
- 「誰跟你魔法少女，我是○○××」（東立出版社、 フランス：chattochatto[38]）

1. 誰跟你魔法少女，我是OOXX 1（2017年2月、EAN 471094554999-6）
  1. （フランス語版）Don’t Call Me Magical Girl, I’m OOXX, Tome 1（2019年11月、ISBN 978-2490453047）
2. 誰跟你魔法少女，我是OOXX 2（2017年12月、EAN 4710945553801）
  1. （フランス語版）Don’t Call Me Magical Girl, I’m OOXX, Tome 2（2020年1月、ISBN 978-2490453085）
3. 誰跟你魔法少女，我是OOXX 3（2018年10月、EAN 4710945557564）
4. 誰跟你魔法少女，我是OOXX 4（2019年7月、EAN 4710945560076）

画集
- 「東港三宝(繁体字中国語: 東港三寶)」（東立出版社、ISBN 978-986-470-815-4）

ソーシャルゲーム
- クイズRPG 魔法使いと黒猫のウィズ台湾版[39]（X-LEGEND Entertainment（中国語版）より）
- 移動冒険-神領天団（繁体字中国語: 移動冒險：神領天團）[40][41]（同上）

### 食用系少女
副題は「夜市で出会いを求めるなんてやはり間違っているだろうか（原題：果然在美食街尋求邂逅一定是哪裡搞錯了）」。
2018年に始動した希萌創意では初のタイアップなしのプロジェクトで、台湾の小吃（B級グルメ）を擬人化している。既にゲーム化が決定している。バレンタインデーの2月14日に第一弾の小圓が発表され、その後段階的に計5人のキャラクター設定、非商用利用における二次創作ルールや商品展開計画などが発表された。5人目が出揃った3月時点でゲーム化が正式に発表された。